# Elefantes de Cienfuegos
Uniformes
Elefantes de Cienfuegos est un club cubain de baseball évoluant en championnat de Cuba de baseball. Fondé en 1977, le club basé à Cienfuegos, dispute ses matchs à domicile à l'Estadio Cinco de Septiembre, enceinte de 30 000 places assises.

## Histoire
Cienfuegos héberge déjà une formation répondant au nom d'Elefantes de Cienfuegos lors de la période professionnelle. Ces Elefantes étaient en fait le nom porté un temps par les Petroleros de Cienfuegos (champions en 1930, 1956, 1960 et 1961).
Le club actuel est fondé en 1977. Il réussit sa meilleure saison en 1978-1979 en obtenant la quatrième place du classement final. Depuis l'adoption de la formule des séries éliminatoires pour attribuer le titre, Cienfuegos n'a atteint ce stade qu'une seule fois, en 2002-2003. Le parcours s'arrête en quarts de finale à la suite d'une élimination par trois victoires pour deux défaites face aux Vegueros de Pinar del Río.

## Saison par saison
| Saison    | Saison régulière | Saison régulière | Saison régulière | Saison régulière | Séries éliminatoires                                                          |
| Saison    | Class.           | Vic.             | Déf.             | %Vic.            | Séries éliminatoires                                                          |
| 1977-1978 | 7e               | 29               | 22               | 0,569            | -                                                                             |
| 1978-1979 | 4e               | 31               | 20               | 0,608            | -                                                                             |
| 1979-1980 | 11e              | 26               | 25               | 0,510            | -                                                                             |
| 1980-1981 | 6e               | 30               | 21               | 0,588            | -                                                                             |
| 1981-1982 | 5e               | 29               | 22               | 0,569            | -                                                                             |
| 1982-1983 | 12e              | 20               | 28               | 0,417            | -                                                                             |
| 1983-1984 | 3e B             | 34               | 40               | 0,459            | -                                                                             |
| 1984-1985 | 9e O             | 32               | 43               | 0,427            | pas qualifié                                                                  |
| 1985-1986 | 8e O             | 15               | 32               | 0,319            | pas qualifié                                                                  |
| 1986-1987 | 6e O             | 24               | 23               | 0,511            | pas qualifié                                                                  |
| 1987-1988 | 6e O             | 22               | 26               | 0,458            | pas qualifié                                                                  |
| 1988-1989 | 6e O             | 18               | 29               | 0,383            | pas qualifié                                                                  |
| 1989-1990 | 6e O             | 18               | 30               | 0,375            | pas qualifié                                                                  |
| 1990-1991 | 7e O             | 16               | 32               | 0,333            | pas qualifié                                                                  |
| 1991-1992 | 6e O             | 20               | 28               | 0,417            | pas qualifié                                                                  |
| 1992-1993 | 4e B             | 25               | 40               | 0,385            | pas qualifié                                                                  |
| 1993-1994 | 4e B             | 20               | 45               | 0,308            | pas qualifié                                                                  |
| 1994-1995 | 3e B             | 33               | 31               | 0,516            | pas qualifié                                                                  |
| 1995-1996 | 3e B             | 28               | 37               | 0,431            | pas qualifié                                                                  |
| 1996-1997 | 3e B             | 25               | 40               | 0,385            | pas qualifié                                                                  |
| 1997-1998 | 3e B             | 27               | 63               | 0,300            | pas qualifié                                                                  |
| 1998-1999 | 3e B             | 42               | 48               | 0,467            | pas qualifié                                                                  |
| 1999-2000 | 4e B             | 34               | 56               | 0,378            | pas qualifié                                                                  |
| 2000-2001 | 4e B             | 28               | 62               | 0,311            | pas qualifié                                                                  |
| 2001-2002 | 4e B             | 33               | 57               | 0,367            | pas qualifié                                                                  |
| 2002-2003 | 2e B             | 52               | 38               | 0,578            | 1/4 f. : D 3-2 Vegueros de Pinar del Río                                      |
| 2003-2004 | 4e B             | 27               | 62               | 0,303            | pas qualifié                                                                  |
| 2004-2005 | 4e B             | 31               | 59               | 0,344            | pas qualifié                                                                  |
| 2005-2006 | 4e B             | 35               | 54               | 0,393            | pas qualifié                                                                  |
| 2006-2007 | 4e B             | 42               | 48               | 0,467            | pas qualifié                                                                  |
| 2007-2008 | 4e B             | 33               | 57               | 0,367            | pas qualifié                                                                  |
| 2008-2009 | 4e B             | 34               | 56               | 0,378            | pas qualifié                                                                  |
| 2009-2010 | 2e O             | 51               | 39               | 0,567            | 1/4 f. : D 4-1 Vaqueros de La Havane                                          |
| 2010-2011 | 1er O            | 59               | 31               | 0,656            | 1/4 f. : V 4-1 Vaqueros de La Havane 1/2 f. : D 4-2 Vegueros de Pinar del Río |

## Trophées et honneurs individuels
MVP de la saison
- 1980. Pedro José Rodríguez